# Кросмінтон
Кросмінтон (англ. Crossminton) — гра з ракетками, яка поєднує в собі елементи різних видів спорту, таких як сквош, теніс та бадмінтон. В цю гру грають без сітки, не передбачено якихось певних ігрових майданчиків, тому в неї можна грати на тенісних кортах, вулицях, пляжах, полях, парках або в закритих залах.
25 серпня 2011 року в Берліні була заснована Міжнародна організація швидкісного бадмінтону (ISBO), яка згодом, у 2015 році, змінила назву на Міжнародну організацію кросмінтону (ICO). Згодом було вирішено змінити назву гри — з швидкісного бадмінтону на кросмінтон.
Цей вид спорту часто асоціюють з брендом Speedminton через їхній історичний зв'язок, і який є «обличчям» та постійним спонсором всіх змагань.
Сьогодні в кросмінтон грають у всьому світі та проводять турніри, які організовуються все більшою кількістю клубів.
На 2022 рік до складу ICO вже входили 34 члени — національних федерацій Європи, Америки, Азії та Африки.

## Історія появи та становлення гри
Ідею гри та прототип сучасного волану придумав у 2001 році в Берліні (Німеччина) Білл Брандес (нім. Bill Brandes). Свій новий вид спорту винахідник спочатку назвав «шаттлбол».
У 2003 році компанія Speedminton GmbH перейняла цю ідею, доопрацювала та назвала гру «швидкісний бадмінтон».
У січні 2016 року назву знову змінили — на кросмінтон.
Спочатку ідея гри полягала в тому, щоб грати з ракеткою та воланом на відкритому повітрі на різних майданчиках та з використанням трохи важчого волана (сьогодні його називають Speeder).
У 2003 році в Німеччині було вже 6000 активних гравців, а на сьогодні понад 2,5 мільйона по всьому світу, більшість з яких у Європі, а також в Японії, Австралії, США, Маврикії, Індії, Бразилії.
Спорт стабільно розвивається і щосуботи проводяться численні міжнародні турніри.

## Інвентар
Для початку гри обом гравцям потрібні ракетки. Ракетки подібні до тих, що використовуються в сквоші, але виготовлені спеціально для кросмінтону. Їхня стандартна довжина 58–60 см, матеріал і струни різні.
Волан називається спідером (англ. Speeder), і він особливий — його можна використовувати за вітряної погоди.
Розрізняють п'ять видів Speeder:
- Match — призначений для проведення турнірів у дорослих категоріях, його максимальна швидкість — до 290 км/годину, дистанція польоту — 10-30 м, вага — 8,6 грама, колір головки — червоний;
- Night — призначений для використання вночі (ця гра називається Blackminton), максимальна швидкість — до 290 км/годину, дистанція польоту — 10-30 м, вага — 8,6 грама, колір головки — напівпрозорий;
- Fun — призначений для початківців і для менш швидкої гри, максимальна швидкість — до 260 км/годину, дистанція польоту — 5-20 м, вага — 7 грамів, колір головки — жовтий;
- Cross – призначений для гри на великих відстанях і при екстремальному вітрі на вулиці, максимальна швидкість — до 300 км/годину, дистанція польоту — 20-40 м, вага — 9,3 грама, колір головки — червоний;
- Heli — призначений для гри дітей та для гри на обмеженій площі, максимальна швидкість — до 7 м/секунду, дистанція польоту — 5-10 м, вага — 8,8 грама, колір головки — помаранчевий.

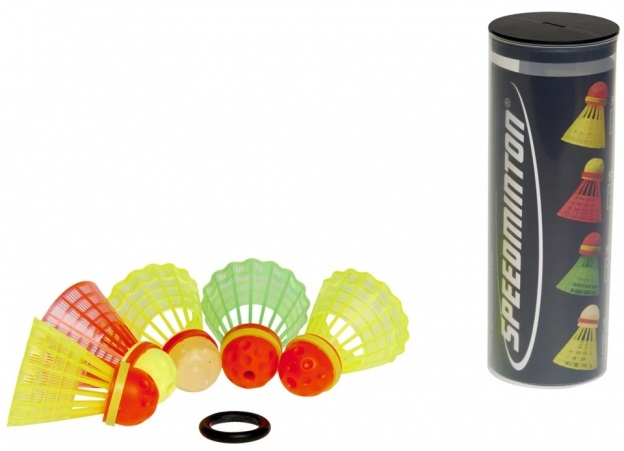
Комплект воланів для кросмінтону (Speeders)

При сильному вітрі на волан можна надіти гумове вітрове кільце, а спеціальні вставки (Speedlights), що світяться, в поєднанні з воланом Night дозволять воланам світитися в темряві до трьох годин.

## Правила гри[4]
Майданчик
Місцем для гри в кросмінтон може бути будь-яке місце — парк, спортзал, тенісні корти (як відкриті, так і закриті), ангари тощо — все, що потрібно, — це рівний порожній майданчик довжиною мінімум 26 метрів і шириною 8 метрів. Висота має бути нічим не обмежена, мінімум до 8 метрів. Навіть професіонали люблять грати високими і глибокими свічками — адже тоді, з такої висоти, волан набирає величезну швидкість, що ускладнює ефективний удар у відповідь.
Професійне поле складається з двох квадратів розміром 5,5 метра з кожного боку. Відстань між квадратами повинна бути 12,8 метра.
За офіційними правилами дорослі категорії гравців під час гри та змагань повинні використовувати волан Match. Діти та підлітки (U12) грають воланом Fun на меншому майданчику (4x4 м) та на меншій відстані (9 метрів).
Мета гри — дістатися воланом до поля протилежного гравця. Якщо волан падає за межі протилежного квадрата, суперник отримує очко. Обом гравцям дозволяється переміщатися за межі свого квадрата або будь-де всередині нього під час гри.
Початок гри
Право першої подати розігрується кидком жереба.

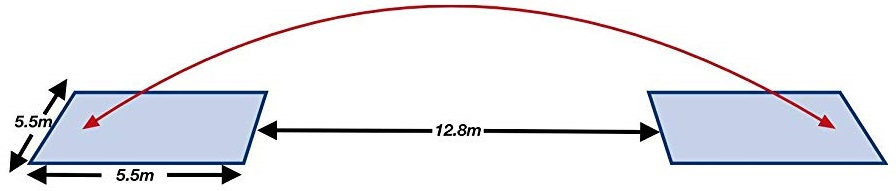
Схема розташування майданчиків

Кожен гравець має три подачі. Кожен розіграш зараховується.
Подавати можна із середини ігрового поля та із задньої лінії. Подача виконується знизу вгору. Подача через голову як у положенні стоячи, так і в стрибку допускається лише із задньої лінії. Першу подачу в наступному сеті виконує той, хто програв у попередньому сеті.
Гра закінчується, коли один гравець набирає принаймні 16 очок і має принаймні 2 очки переваги над суперником. Якщо обидва суперники набрали по 15 очок, то гра продовжується, поки хтось із суперників не отримає перевагу в два очки. При рахунку 15:15 подача змінюється після кожного очка.
Кожного разу, коли сет/раунд закінчується, гравці міняються сторонами. Матч зазвичай складається з двох виграних сетів (фінали турнірів до трьох перемог).
Підрахунок очок
Кожен розіграш зараховується, якщо немає потреби його переграти. Бали зараховуються у таких випадках:
- помилка при подачі;
- волан торкнувся ігрового поля (чи однієї з ліній) суперника;
- волан приземлився за межами ігрового поля;
- гравець двічі поспіль торкнувся волана;
- волан торкнувся тіла гравця;
- якщо гравець відбив волан з-за меж поля, то вважається, що волан все ще в грі, і гра триває.

Зміна сторін
Після кожного сету гравці змінюються сторонами, щоб гарантувати рівні умови гри (вітер, світло). У третій грі (тай-брейк), якщо в ній буде необхідність, гравці міняються сторонами після кожних 6 очок.
Парна гра
Парний матч грається на одному корті — двоє гравців з однієї команди стоять на одному майданчику (квадраті).
Жереб вирішує, яка сторона подає першою.
Кожна команда складається з переднього та заднього гравця. Гравець, що грає ззаду, не повинен ступати ногою ближче, ніж гравець, який грає попереду. Це вважається порушенням та веде до втрати очка.
Гравець, що подає, стоїть на задній лінії, а його партнер — попереду. Гравець, що подає, грає ззаду і має три подачі. Подачі чергуються між чотирма гравцями. Перша подача в наступному сеті дістається тому, хто програв попередній.
Позиції гравців змінюються із кожною зміною подачі.
Блекмінтон
Завдяки люмінесцентному інвентарю від торгівельної марки Speedminton у кросмінтон можна грати вночі. Кросмінтон, в який грають у темряві, називається блекмінтон (від англ. Blackminton).

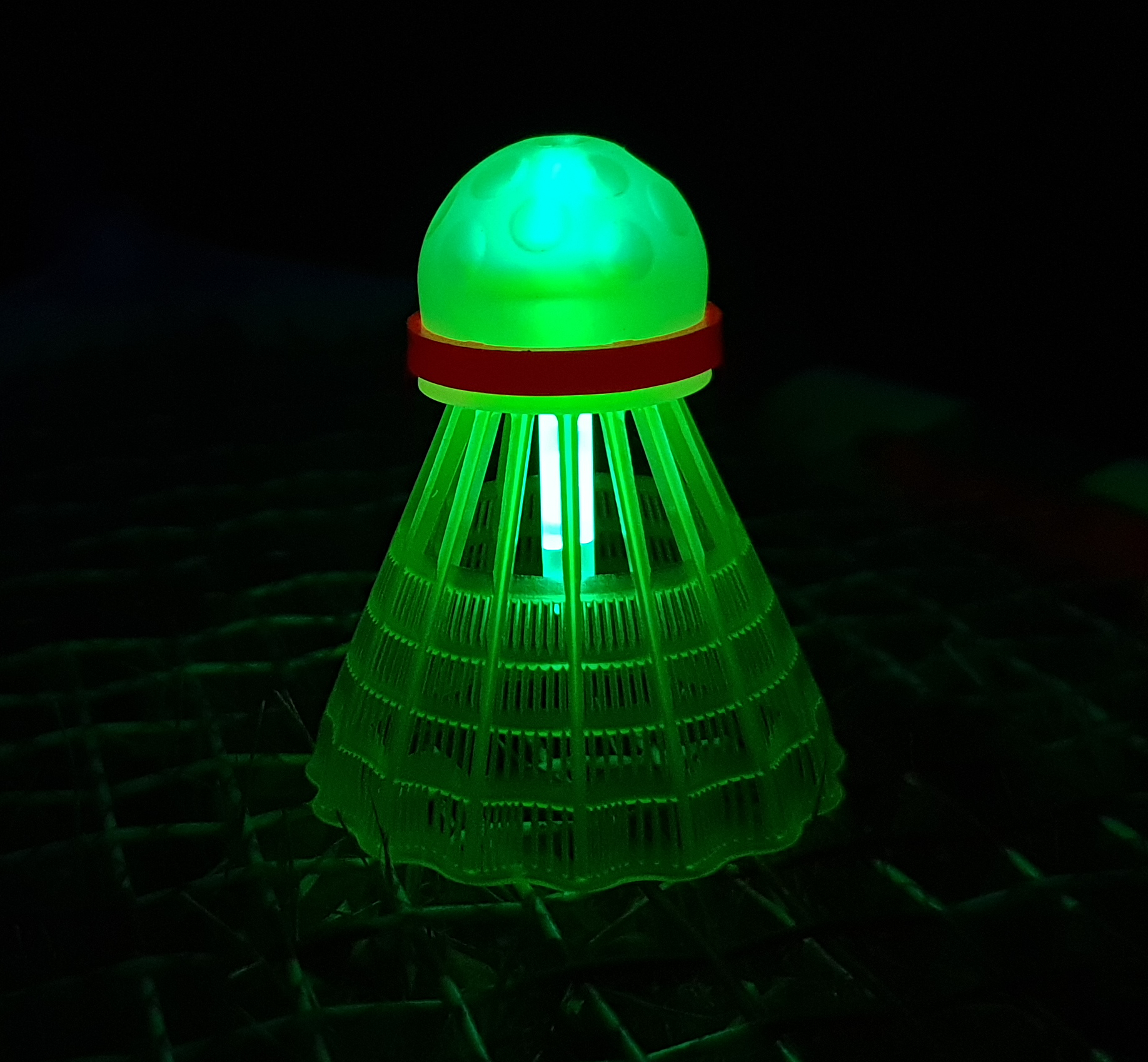
Волан Night

Волани Speeder Night у поєднанні із вставками, що підсвічуються (Speedlights), дозволять грати в темряві до трьох годин.
В асортименті Speedminton є переносний корт з люмінесцентним ефектом, а також більшість ракеток цього бренду мають струни з тим же ефектом.